# Malaia tondanoensis
Malaia tondanoensis är en skalbaggsart som beskrevs av Miyake 1996. Malaia tondanoensis ingår i släktet Malaia och familjen Rutelidae. Inga underarter finns listade i Catalogue of Life.